# جوزپه دی فئودیس
جوزپه دی فئودیس (انگلیسی: Giuseppe De Feudis؛ زادهٔ ۱۰ ژوئیهٔ ۱۹۸۳) بازیکن فوتبال اهل ایتالیا است.
از باشگاه‌هایی که در آن بازی کرده‌است می‌توان به باشگاه فوتبال اینتر میلان، باشگاه فوتبال تورینو، باشگاه فوتبال لچه، باشگاه فوتبال پادوا، باشگاه فوتبال چزنا، و باشگاه فوتبال کومو اشاره کرد.